# Châu Ngọc Quang
Châu Ngọc Quang (sinh ngày 1 tháng 2 năm 1996) là một cầu thủ bóng đá chuyên nghiệp người Việt Nam hiện đang thi đấu ở vị trí tiền vệ tấn công hoặc tiền vệ cánh cho câu lạc bộ V.League 1 Hoàng Anh Gia Lai và đội tuyển bóng đá quốc gia Việt Nam.

## Sự nghiệp
Trưởng thành từ lò đào tạo của Hoàng Anh Gia Lai, Châu Ngọc Quang được đôn lên đội một vào mùa giải V.League 2016. Anh có trận đấu đầu tiên tại V.League vào ngày 4 tháng 3 năm 2017 khi vào sân thay người trong trận thua 0–1 trước SHB Đà Nẵng.
Tháng 6 năm 2018, anh cùng với đồng đội Đinh Thanh Bình được đem cho câu lạc bộ Viettel mượn để thi đấu trong giai đoạn lượt về giải hạng nhất Quốc gia 2018.

## Thống kê sự nghiệp

### Quốc tế
Tính đến ngày 21 tháng 9 năm 2022
| Đội tuyển quốc gia | Năm       | Trận | Bàn |
| ------------------ | --------- | ---- | --- |
| Việt Nam           | 2022      | 4    | 0   |
| Việt Nam           | 2023      | 1    | 1   |
| Việt Nam           | 2024      | 3    | 0   |
| Việt Nam           | 2025      | 4    | 1   |
| Tổng cộng          | Tổng cộng | 12   | 2   |

### Bàn thắng quốc tế
| #  | Ngày                | Địa điểm                                        | Đối thủ | Bàn thắng | Kết quả | Giải đấu                 |
| -- | ------------------- | ----------------------------------------------- | ------- | --------- | ------- | ------------------------ |
| 1. | 3 tháng 1 năm 2023  | Sân vận động Quốc gia Mỹ Đình, Hà Nội, Việt Nam | Myanmar | 3–0       | 3–0     | AFF Cup 2022             |
| 2. | 25 tháng 3 năm 2025 | Sân vận động Gò Đậu, Bình Dương, Việt Nam       | Lào     | 1–0       | 5–0     | Vòng loại Asian Cup 2027 |

## Danh hiệu

### Câu lạc bộ
Hoàng Anh Gia Lai
- Giải bóng đá U-21 Quốc tế Báo Thanh niên: 2015

Hải Phòng (mượn)
- V.League 1:  2022

Viettel
- V.League 2:  2018

U-23 Việt Nam
- Hạng ba M-150 Cup 2017
- Cúp bóng đá U-23 châu Á:  2018

Việt Nam
- Giải vô địch bóng đá ASEAN:  2024